# Lego City Undercover
Lego City undercover je video igra, dostopna na igralni konzoli Wii U, ki so jo v sodelovanju z danskim podjetjem LEGO naredili pri Tt Games. Glavni junak Chase McCain se mora spet spopasti s starim sovražnikom Rexom Furyem, pri tem pa osvojiti srce kockaste ljubezni Natalie Kowalski. A izkaže se, da se ne bo boril le z Rexom.

## Zaplet
Mayor Gleason prosi Chasea, da se vrne v Lego City da bi za rešetke spat spravil Rexa, ki je skrivnostno pobegnil iz zapora. Chifu Dunbyu ni všeč, da ima spet na grbi Chasea, kateremu je Dunby  ukradel zadnjo aretacijo Rexa. Chase torej začne preiskavo. Na poti do cilja dobi več preoblek, ki se uporabljajo za različna opravila. A čisto na koncu odkrije zlobni načrt miljarderja Forest Blekwella, ki namerava uničiti Lego City. Tako mora Chase ustaviti tudi Forest Blekwella.

## Potek igre
Ko Chase pride na postajo, najprej sreča nerodnega novinca Franka. Nato pokliče svojo bivšo punco Natalio, ki pričala proti Rexu in je v programu za zaščito prič. Natalia ga pozdravi zelo neprijazno. Frank mu razkaže postajo in ga pelje do Elie Philips, ki vodi evidence in bdi nad policisti. Tam dobi svoj komunikator. Kmalu za tem mora do banke, kjer se je zgodil rop. Ker trije roparji pobegnejo, jih mora Chase uloviti. Nato vidi, da Natalia hitro vozi ven iz Lego Citya. Ko jo dohiti, mu Natalia pove, da gre samo še pozdraviti očeta, in nato zapusti Lego City. Ker se njen avto uniči, vzame Chaseovega. Nato na strehi stavbe Chase aretira še nekaj nepridipravov. v Rexovo celico se odpravi pogledat, na kakšen način mu je uspel pobeg, in najde orodje, ki izvira iz rudnika. V rudniku Chase sreča Rexa, ki pa ga hitro nokavtira. Zato se Chase odpravi v tempelj naučiti borilne veščine Kung fu. Nato Chase opravi veliko del za zločinske vodje. Pri zadnjem delu pride do Rexovega skrivališča, kjer reši Nataliejinega očeta. Skupaj gresta iskat dokaze na posestvo mogotca Forest Blakwella. Tam ugotovita, da misli Forest Blakwell uničiti Lego City. Ko komaj obvarujeta Lego City, se Chase odpravi v vesolje, kamor sta šla tudi Forest Blakwell in Rex. Forest zbeži v reševalnem modlu, Chase in Rexa pa se rešita in se vrneta na Zemljo. Vse mesto slavi Chasea, ta pa se zopet zbliža z Natalio.

## Preobleke
Chese McCain med igro dobi več preoblek, ki imajo vsaka svoje zmožnosti:
- Policist (pod krinko): Policist lahko upoprablja večino funkcij, za katere potrebuješ določeno točko.
- Ropar:  Ropar lahko udira v stavbe in omare. V igri dobi tudi pištolo, ki spreminja barve Lego stvari.
- Rudar: Uporablja dinamit, uničuje skale.
- Gasilec: Gasi požare,lomi vrata.
- Astronavt: Upravlja glasbene skrinjice, pozneje dobi raketni nahrbtnik.
- Delavec: Rije pločnike, pije kavo.
- Kmet: Zaliva rože, uporablja kokoš za spuščanje s streh na tla.

## Wii U Game Pad
Chase ob prihodu na policijsko postajo dobi tako imenovani policijski komunikator, ki je na las podoben Wii U Game Pad. Chase ta komunikator uporablja za video klice in kot močno orodje za preiskovanje. Skupaj z igralcem tako uporabljata različne funkcije komunikatorja, med drugimi tudi:
- Naprava za video klice: Chase dobi veliko video klicev. Od Eliejinih do zločinskih vodij, za katere dela.
- Navigacija: Vsako točko v mestu lahko označi in nato sledi zeleni črti, ki ga pripelje naravnost tja.
- Iskalnik kriminalcev: Chase se postavi na določeno točko in s komunikatorjem poišče kriminalca, ki se skriva v bližini.
- Prisluškovalnik: Postavi se na točko in poslušaj pogovore okoli tebe.